# Elkalyce jemezensis
Elkalyce jemezensis är en fjärilsart som beskrevs av Gunder 1927. Elkalyce jemezensis ingår i släktet Elkalyce och familjen juvelvingar. Inga underarter finns listade i Catalogue of Life.